# Davide Appollonio
Davide Appollonio (* 2. Juni 1989 in Isernia) ist ein ehemaliger italienischer Straßenradrennfahrer.

## Sportlicher Werdegang
Davide Appollonio gewann 2007 in der Juniorenklasse jeweils eine Etappe beim Giro di Toscana und bei Tre Ciclistica Bresciana. In der Saison 2009 fuhr er für die italienische Mannschaft Hopplà Seano Bellissima. Dort gewann er die Eintagesrennen Firenze-Empoli, Giro Colline Capannoresi, Gran Premio Pretola und Coppa Lanciotto Ballerini. Ende des Jahres fuhr er für das Schweizer Cervélo TestTeam als Stagiaire, wo er unter anderem Etappenfünfter bei der Tour of Britain wurde. 2010 wurde er Profi bei Cervélo, wo er eine Etappe bei der Tour du Limousin für sich entscheiden konnte.
Im Juni 2015 wurde Appollonio positiv auf EPO getestet und vom Weltradsportweltverband UCI suspendiert. Die betreffende Probe stammte vom 14. Juni, wenige Tage vor dem Beginn der Slowenien-Rundfahrt, wo Appollonio die Punktewertung gewann. Das Team Androni Giocattoli hatte im vergangenen Jahr für seine Fahrer im Fall von positiven Dopingtests Strafzahlungen in Höhe von 100.000 Euro angekündigt. Im April 2016 wurde er rückwirkend für vier Jahre bis zum 29. Juni 2019 gesperrt.
Nach dem Ablauf seiner Sperre kehrte er 2019 mit dem italienisch-lettischen UCI Continental Team Amore & Vita-Prodir in den Radrennsport zurück. Gleich bei seinem ersten Renneinsatz gewann er eine Etappe der Portugal-Rundfahrt. Nachdem sein Team nach der Saison 2021 aufgelöst worden war, beendete Appollonio seine Karriere als Radrennfahrer.

## Erfolge
2010
- eine Etappe Tour du Limousin

2011
- eine Etappe Tour du Poitou Charentes
- eine Etappe und Punktewertung Luxemburg-Rundfahrt

2019
- eine Etappe Portugal-Rundfahrt

## Grand Tours-Platzierungen
| Grand Tour            | 2011 | 2012 | 2013 | 2014 | 2015 |
| --------------------- | ---- | ---- | ---- | ---- | ---- |
| Giro d’ItaliaGiro     | DNF  | –    | 168  | DNF  | 123  |
| Tour de FranceTour    | –    | –    | –    | –    | –    |
| Vuelta a EspañaVuelta | –    | –    | –    | –    | –    |